# Arturo Vidal
Arturo Erasmo Vidal Pardo, més conegut com a Arturo Vidal (Santiago de Xile, 22 de maig de 1987), és un futbolista professional xilè que juga com a migcampista a l'Athletico Paranaense.

## Trajectòria esportiva
El 2011 fou fitxat per la Juventus de Torí de la Serie A d'Itàlia, i romangué quatre anys a l'equip, en tots els quals va guanyar la Serie A.
El 2014 fou escollit segon millor volant defensiu d'Europa, segons un estudi de l'observatori del Centre Internacional d'Estudis de l'Esport.
El 6 de juny de 2015 formà part de l'equip titular de la Juventus que va perdre la final de la Lliga de Campions 2015, a l'Estadi Olímpic de Berlín per 1 a 3, contra el FC Barcelona.
El 23 de juliol de 2015 es va anunciar el seu traspàs al FC Bayern de Múnic, per 35 milions d'euros.
El 3 d'agost de 2018 el FC Barcelona va fer oficial un acord amb el FC Bayern de Múnic, per incorporar-lo.
Al Barça li va costar uns 18 milions d'euros.
El 20 d'agost de 2020, el jugador xilè abandona la ciutat comtal per fitxar per l'equip italià Inter de Milà, amb un preu de traspàs simbòlic d'un milió d'euros en variables.

## Palmarès
Colo-Colo
- 3 Campionats xilens: 2006 (Apertura), 2006 (Clausura), 2007 (Apertura)

Juventus FC
- 4 Serie A: 2011-12, 2012-13, 2013-14, 2014-15
- 1 Copa italiana: 2014-15
- 2 Supercopes italianes: 2012, 2013

FC Bayern de Múnic
- 3 Bundesliga: 2015-16, 2016-17, 2017-18
- 1 Copa alemanya: 2015-16
- 2 Supercopes alemanyes: 2016, 2017

FC Barcelona
- 1 Lliga espanyola: 2018-19
- 1 Supercopa d'Espanya: 2018[9]

FC Inter de Milà
- 1 Serie A: 2020-21
- 1 Copa italiana: 2021-22
- 1 Supercopa italiana: 2021

CR Flamengo
- 1 Copa Libertadores: 2022
- 1 Copa brasilera: 2022

Selecció xilena
- 2 Copes Amèrica: 2015, 2016